# زاون ترمنجیان
زاون مارکوسی ترمنجیان (ارمنی: Զավեն Մարկոսի Տերմենջյան؛  زادهٔ ۱۲ مهٔ ۱۹۸۶ - درگذشته ۱۹۱۳) موسیقی‌دان اهل ارمنستان بود.

## زندگی‌نامه
وی در ۱۹۱۳ در آداپازاری به دنیا آمد و از کالج دولتی موسیقی رومانوس ملیکیان فارغ‌التحصیل گشت. همچنین برندهٔ جوایزی همچون هنرمند شایسته ارمنستان شوروی شده‌است. وی در ۱۲ مهٔ ۱۹۸۶ در سن ۷۳ سالگی در ایروان درگذشت.

## نگارخانه

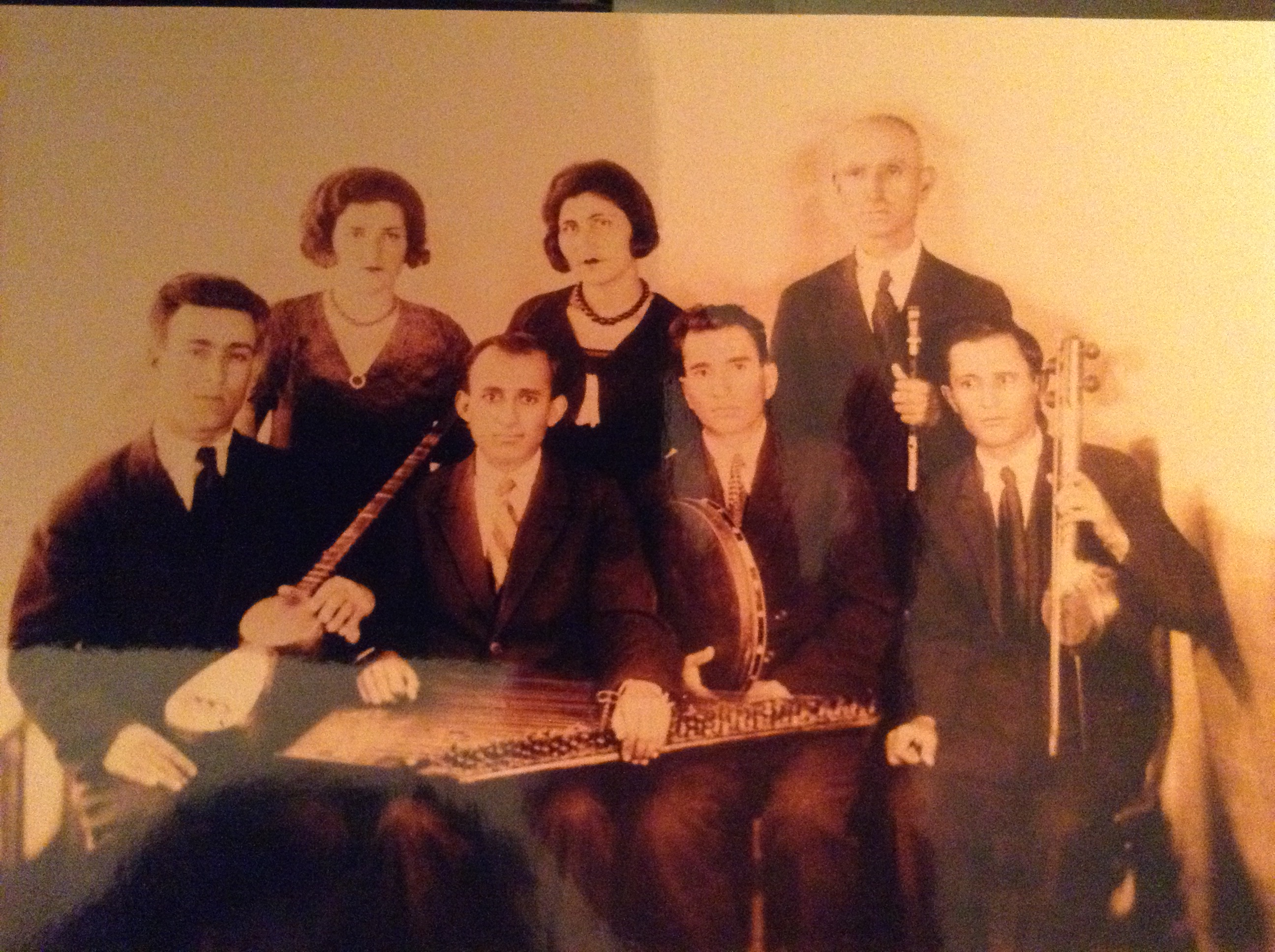
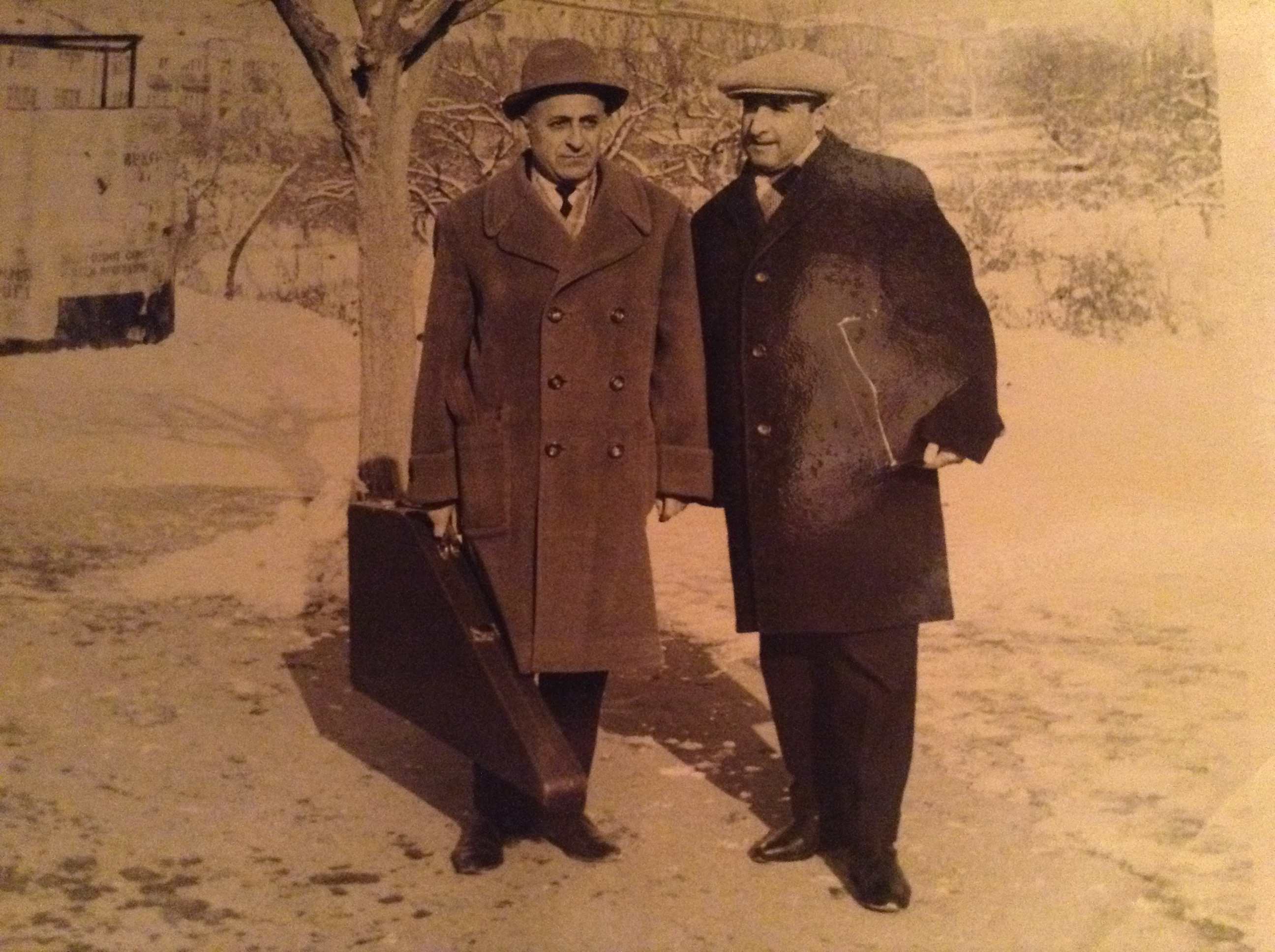
همراه با واچه هوسپیان